# Tannensee (Obwalden)
Der Tannensee in den Urner Alpen ist der obere Stausee im Quellgebiet der Grossen Melchaa, eines Zuflusses der Sarner Aa. Er liegt im Schweizer Kanton Obwalden in der Gemeinde Kerns im Gebiet des Sommer- und Wintersportorts Melchsee-Frutt und am Bergsattel zwischen der Tannenalp und der Melchseealp.

## Geschichte
Im Gebiet des heutigen Sees lagen früher in einem weiten Moorgebiet mehrere Weiher und ein natürlicher Bergsee, der alte Tannensee, der auf älteren Landeskarten eingetragen ist.
Der 0,33 km² grosse Stausee entstand mit dem Bau des 1958 fertiggestellten Erdschüttdamms, der die von Norden herabfliessenden Bäche aufstaut. Von Osten und Süden gibt es wegen der nahen Wasserscheide zum Einzugsgebiet der Aare kaum Zuflüsse in den See. Der See ist das obere Speicherbecken des Kraftwerks Hugschwendi. Er fasst 3,8 Millionen Kubikmeter Wasser.

## Lage und Umgebung
Der See befindet sich östlich des Melchsees. Der Melchseealp ist auch der Staudamm zugewandt. Der See liegt in einem flachen Hochtal namens Tannen, fast auf dem Sattel zum Gental, östlich des geschützten Moorgebiets Melchsee. Wegen der Höhenlage von über 1900 m liegt das Tal über der Baumgrenze, Tannen wachsen heute hier nicht mehr. Am nördlichen Ufer führt eine Strasse dritter Ordnung dem See entlang, welche als Zufahrtsstrasse von der Frutt zur schon ins Gental entwässernden Tannalp dient. Am südlichen Ufer verläuft ein Fahrweg, welcher an beiden Enden in die Zufahrtsstrasse mündet. Benachbarte Berge sind im Norden der 2441 Meter hohe Hohmad, im Osten der Reissend Nollen mit 3002 Metern Höhe, die bis 3042 Meter hohen Wendenstöcke, im Süden der Bergrücken der Erzegg und im Südwesten das Glogghüs (2534 m). Die nächstgelegene grössere Ortschaft ist das gut 12 Kilometer (Luftlinie) südwestlich gelegene Meiringen im Aaretal.